# Liste der denkmalgeschützten Objekte in Haringsee
Die Liste der denkmalgeschützten Objekte in Haringsee enthält die denkmalgeschützten, unbeweglichen Objekte der niederösterreichischen Gemeinde Haringsee im Bezirk Gänserndorf.

## Denkmäler
| Foto |                 | Denkmal                                                                       | Standort                                  | Beschreibung | Metadaten |
| ---- | --------------- | ----------------------------------------------------------------------------- | ----------------------------------------- | --- | --- |
| ja   | Datei hochladen | Kath. Filialkirche hll. Gertrud und Mechthild HERIS-ID: 10337 Objekt-ID: 6391 | Kirchenweg 2 Standort KG: Fuchsenbigl     | Kleine Dorfkirche, bezeichnet 1718, 1908 erneuert                                                                          | BDA-Hist.: Q38064539 Status: Bescheid Stand der BDA-Liste: 2025-06-30 Name: Kath. Filialkirche hll. Gertrud und Mechthild GstNr.: 95 Dorfkirche (Fuchsenbigl) |
| ja   | Datei hochladen | Kath. Pfarrkirche hl. Laurenz HERIS-ID: 10336 Objekt-ID: 6390                 | bei Kirchengasse 2 Standort KG: Haringsee | Im Kern frühgotische Wehrkirche aus dem 14. Jahrhundert, im 17./18. Jahrhundert barockisiert, im 19. Jahrhundert erweitert | BDA-Hist.: Q38064490 Status: § 2a Stand der BDA-Liste: 2025-06-30 Name: Kath. Pfarrkirche hl. Laurenz GstNr.: 98 Pfarrkirche (Haringsee)                      |
| ja   | Datei hochladen | Kath. Filialkirche hl. Rosalia HERIS-ID: 10338 Objekt-ID: 6392                | bei Straudorf 46 Standort KG: Straudorf   | Kleine barocke Dorfkirche aus dem frühen 18. Jahrhundert.                                                                  | BDA-Hist.: Q38064588 Status: § 2a Stand der BDA-Liste: 2025-06-30 Name: Kath. Filialkirche hl. Rosalia GstNr.: 143 Filialkirche (Straudorf)                   |